# Algemene heffingskorting
De algemene heffingskorting is een  heffingskorting op de inkomstenbelasting in Nederland die afhankelijk is van het verzamelinkomen (tot 2025 alleen van het inkomen in box 1, 'Inkomen uit werk en woning') en geregeld is in art. 8.10 van de Wet inkomstenbelasting 2001. In de loonheffing wordt in principe al rekening gehouden met de algemene heffingskorting.
Het woord 'algemene' gaf aanvankelijk aan dat alle belastingplichtigen recht hebben op deze korting, maar sinds 2014 geldt deze niet meer voor de hoogste inkomens (om precies te zijn, degenen van wie het inkomen doorloopt tot in de hoogste belastingschijf van box 1). Wel is de korting onafhankelijk van iemands persoonlijke situatie, behalve het passeren van de AOW-leeftijd. Het effect van de heffingskorting is dat mensen met een zeer laag inkomen geen inkomstenbelasting hoeven te betalen, terwijl het voor mensen met een middeninkomen daadwerkelijk een korting is op het verschuldigde bedrag.
De relatieve korting voor AOW'ers op de algemene heffingskorting is voor elk inkomen gelijk aan de relatieve korting op het totaaltarief in de eerste schijf; dit wordt geregeld in art. 8.1-8.6 IB, via uitsplitsing naar heffingskorting op belasting, op AOW-premie, op Anw-premie en op Wlz-premie. In het geval van inkomen in box 1 correspondeert de algemene heffingskorting dus met een heffingvrij inkomen dat voor iedereen gelijk is (2023: € 8308).
Het tweede lid van art. 8.10 IB luidt in 2025:
De algemene heffingskorting bedraagt € 3.070, verminderd, doch niet verder dan tot nihil, met 6,095% van het gedeelte van het verzamelinkomen dat meer bedraagt dan € 22.660.
(maar dan met de dan geldende bedragen en het dan geldende percentage). Voor AOW’ers blijft hetzelfde afbouwtraject gelden als voor AOW-min, met een lager maximumbedrag en dus ook een lager percentage.

## Geschiedenis
De algemene heffingskorting werd in 2001 samen met andere heffingskortingen geïntroduceerd als opvolger van de belastingvrije voet. De eerste jaren was de korting alleen afhankelijk van de vraag of men de AOW-leeftijd al had bereikt: omdat AOW-gerechtigden geen AOW-premie hoeven te betalen, is de korting voor hen lager, zodat het inkomen vanaf waar men belasting gaat betalen voor beide groepen gelijk is (ongeveer 6000 euro). Voor AOW-gerechtigden was de heffingskorting ongeveer 1000 euro en voor anderen ongeveer 2000 euro.
Eind 2012 werd inkomensafhankelijkheid bedacht als alternatief voor de inkomensafhankelijke zorgpremies in het regeerakkoord van het nieuwe kabinet Rutte-II (VVD/PvdA). In de begrotingsafspraken die het kabinet in oktober sloot met een deel van de oppositie (geconcretiseerd in de Tweede Nota van Wijziging) werden de aanvankelijke plannen gewijzigd, zo bleef de heffingskorting ook voor de hoogste inkomens gedeeltelijk bestaan. Sinds 2014 is de algemene heffingskorting inkomensafhankelijk (Belastingplan 2014). De inkomensafhankelijkheid houdt in dat de korting vanaf een bepaald bedrag lineair afneemt naarmate het inkomen hoger wordt dan dat bedrag. Deze afname was alleen gebaseerd op het inkomen in box 1 ('Inkomen uit werk en woning'). Aanvankelijk werden de grenswaarden per jaar vastgesteld, sinds 2016 komen ze overeen met de verschillende belastingschijven. Bovendien loopt de korting sindsdien af tot nul voor de hoogste categorie (net als in de oorspronkelijke plannen en in afwijking van de in 2014 gemaakte afspraken). Dit werd gecompenseerd door een verlenging van de derde schijf, dat wil zeggen een hogere grenswaarde waarboven waarboven men het 'toptarief' (de vierde schijf) ging betalen. Ook werd een verdere verlenging van de derde schijf in de jaren hierna aangekondigd. Aangezien het traject voor de afname van de korting even lang is als de tweede en derde schijf samen, was dit verlengen van de derde schijf niet alleen gunstig voor mensen met inkomen in de vierde schijf (die hoeven minder belasting te betalen in die schijf) maar ook voor mensen met een middeninkomen: het langere traject beperkt het percentage waarmee de algemene heffingskorting wordt verminderd.

## 2022-2025
Voor mensen met een inkomen in box 1 tot het afbouwpunt is de korting maximaal (dus niet inkomensafhankelijk), met het inkomen tot aan de laatste schijf van box 1 neemt deze lineair af. Voor mensen met een zodanig hoog inkomen dat ze ook belasting in de laatste schijf moeten betalen, is de algemene heffingskorting nul. De regeling komt feitelijk neer op een opslag op het schijventarief (AOW-min) of de schijventarieven (AOW'er) in het genoemde inkomenstraject.
De algemene heffingskorting bedraagt:
| leeftijd                   | 2022           | 2023           | 2024           | 2025                  |
| -------------------------- | -------------- | -------------- | -------------- | --------------------- |
| Jonger dan de AOW-leeftijd | € 0 tot € 2888 | € 0 tot € 3070 | € 0 tot € 3362 | € 0 tot € 3068        |
| Vanaf de AOW-leeftijd      | € 0 tot € 1494 | € 0 tot € 1583 | € 0 tot € 1735 | € 0 tot € 1536        |
| Afbouwpunt                 | € 21.317       | € 22.660       | € 24.812       |                       |
| Afbouwinterval             |                |                |                | € 28.406 tot € 76.817 |

Afbouwpercentage:
| leeftijd                   | 2022    | 2023    | 2024   | 2025   |
| -------------------------- | ------- | ------- | ------ | ------ |
| Jonger dan de AOW-leeftijd | 6,007 % | 6,095 % | 6,63 % | 6,337% |
| Vanaf de AOW-leeftijd      | 3,106 % | 3,141 % | 3,42 % | 3,17 % |

## Geleidelijke afbouw van de dubbele heffingskorting voor kostwinners
Aan iemand geboren vóór 1963 die zelf onvoldoende verdient om de algemene heffingskorting volledig in mindering te brengen op de te betalen belasting, kan het resterende deel onder voorwaarden worden uitbetaald. Voorwaarde is dat deze persoon een fiscale partner heeft. Bovendien geldt het slechts voor zover de belasting van de twee samen niet negatief wordt.

### Geschiedenis
Vóór 2009 kon aan iemand die zelf onvoldoende verdiende om de algemene heffingskorting volledig in mindering te brengen op de te betalen belasting, het resterende deel onder voorwaarden worden uitbetaald. Voorwaarde was dat deze persoon een fiscale partner had. Bovendien gold het slechts voor zover de belasting van de twee samen niet negatief werd. De regeling wordt soms ook wel "aanrechtsubsidie" genoemd. Voor minstverdieners geboren na 1962 is deze regeling in 15 jaar geleidelijk afgeschaft ("versobering uitbetaling algemene heffingskorting", "afbouw dubbele heffingskorting voor kostwinners") met 6 2/3 procentpunt per jaar: de eerste verlaging was met ingang van 2009, en de 15e verlaging, tot 0%, dus afschaffing van de regeling, was met ingang van 2023.  Hierdoor is er bij gaan werken een toename van de heffingskorting die niet slechts bestaat uit de arbeidskorting, maar ook uit een aanvulling tot het volle bedrag van de algemene heffingskorting. Dit beoogt de nietverdienende partner te stimuleren om te gaan werken.
Met wijzigingen van artikel 8.9 van de Wet IB 2001 per 1 januari 2012, 2013 en 2014 werd bewerkstelligd dat een uitzondering voor de minstverdienende partner met jonge kinderen en een uitzondering voor de minstverdienende partner geboren in de periode 1963 - 1971 werden afgeschaft door het in aanmerking te nemen percentage van de algemene heffingskorting in drie stappen van elk 13 1/3%-punt te verlagen van 100% naar 60%, het percentage dat in 2014 ook voor de overige gevallen gold.
Sinds 2014 geldt alleen nog voor de minstverdienende partner geboren vóór 1963 de genoemde uitzondering. Sinds 2023 geldt de uitbetaling van de algemene heffingskorting dus alleen nog voor hen.